# Acrotomodes leprosata
Acrotomodes leprosata là một loài bướm đêm trong họ Geometridae.